# Gary Herbert
Gary Richard Herbert (American Fork, Utah, 7 de mayo de 1947) es un político estadounidense del Partido Republicano. Desde agosto de 2009 ocupa el cargo de gobernador de Utah. Presidió la Asociación Nacional de Gobernadores durante el ciclo 2015-2016.
Herbert ganó un puesto en la Comisión del Condado de Utah en 1990, donde sirvió 14 años. Se postuló para la nominación republicana a gobernador en 2004, convirtiéndose finalmente en compañero de fórmula del candidato republicano Jon Huntsman en las elecciones generales. Herbert se desempeñó como vicegobernador de Utah desde 2005 hasta el 11 de agosto de 2009, cuando asumió el cargo de gobernador tras la renuncia de Huntsman, quien fue nombrado embajador de Estados Unidos en China por el presidente Barack Obama. 
Herbert fue elegido para servir el resto del mandato en una elección especial para gobernador en 2010, derrotando al candidato demócrata al alcalde del condado de Salt Lake, Peter Corroon, con el 64% de los votos. Ganó las elecciones para un mandato completo de cuatro años en 2012, derrotando al empresario demócrata Peter Cooke con el 68% de los votos y fue reelegido para un segundo mandato completo de cuatro años en 2016. Herbert anunció en 2019 que no buscará reelección a un tercer mandato completo de cuatro años en 2020, respaldando la candidatura de su vicegobernador, Spencer Cox.

## Biografía, educación y carrera
Herbert nació en American Fork, hijo de Carol (Boley) y Paul Richard Peters. Sus padres se divorciaron cuando él era un niño pequeño y su madre se volvió a casar con Duane Barlow Herbert, quien lo adoptó legalmente. Su padre biológico también se volvió a casar, pero Herbert y sus medios hermanos paternos se criaron en hogares diferentes y tenían un contacto mínimo entre ellos. Herbert creció en Orem, Utah. Se graduó de la escuela secundaria Orem, sirvió en una misión de dos años para La Iglesia de Jesucristo de los Santos de los Últimos Días en la Misión de los Estados del Este y luego asistió a la Universidad Brigham Young, pero no se graduó.
Está casado con Jeanette Snelson Herbert; tienen seis hijos y dieciséis nietos. La Sra. Herbert nació en Preston, Idaho, y se mudó con su familia cuando era niña a Springville, Utah. Es presidenta honoraria de la Comisión de Alfabetización del Gobernador.
Herbert sirvió durante seis años como miembro de la Guardia Nacional del Ejército de Utah, convirtiéndose en sargento de personal. Después de su tiempo en la Guardia Nacional, creó una empresa de bienes raíces, Herbert and Associates Realtors. Herbert fue presidente de la Asociación de Condados de Utah y de la Asociación de Agentes Inmobiliarios de Utah. La Sra. Herbert dirigía un servicio de cuidado infantil, The Kids Connection.

## Carrera política

### Comisión del Condado de Utah
Entre 1990 y 2004, Herbert se desempeñó como comisionado de la Comisión del Condado de Utah. Reemplazó a Brent Morris en 1990. Durante su tiempo como comisionado, Herbert también se desempeñó como presidentes de la Asociación de Condados de Utah y la Asociación de Agentes de Bienes Raíces de Utah. Larry Ellertson sucedió a Herbert como comisionado del condado.

### Elecciones de 2004
En noviembre de 2003, Herbert comenzó a hacer campaña para la nominación republicana a gobernador de Utah. En abril de 2004, un mes antes de la convención estatal en la que se seleccionaría al candidato a gobernador, Herbert unió fuerzas con el entonces rival Jon Huntsman, Jr., convirtiéndose en el compañero de fórmula de este último. La fórmula Huntsman-Herbert derrotó a la gobernadora en ejercicio Olene S. Walker en la convención, antes de ganar en las elecciones de noviembre. Posteriormente, Herbert se convirtió en vicegobernador.

### Vicegobernador de Utah
El papel de Herbert como vicegobernador fue dirigir la oficina electoral estatal y administrar el sistema de divulgación de campaña. Su historial en esas responsabilidades fue algo heterogéneo, mejoró los estándares marginalmente, pero vio el deslizamiento general del estado en las clasificaciones nacionales publicadas por el Campaign Disclosure Project. Además, la oficina de Herbert fue criticada por no hacer cumplir las leyes de divulgación de campañas de manera más enérgica. En 2007, Herbert supervisó el primer referéndum de votantes en todo el estado desde la creación del puesto de vicegobernador.
Durante su tiempo como vicegobernador, Herbert también se desempeñó como presidente de numerosas comisiones estatales, incluida la Comisión de Voluntarios y la Comisión de Educación Cívica y Carácter y el Consejo Administrativo de Manejo de Emergencias.

### Elecciones de 2008
Huntsman y Herbert enfrentaron poca oposición durante su campaña para la reelección de 2008, evitando una elección primaria después de lograr una pluralidad de votos en la convención estatal del Partido Republicano. El candidato republicano fue reelegido para el cargo con un récord del 77 por ciento de los votos.

### Gobernador de Utah

#### 2010
Herbert se convirtió en gobernador de Utah el 11 de agosto de 2009, luego de la renuncia del gobernador Jon Huntsman para convertirse en embajador en China. Como candidato republicano a gobernador en las elecciones especiales de 2010, derrotó a su oponente demócrata, el alcalde del condado de Salt Lake, Peter Corroon, por un 64% a un 32%.

#### 2012
En 2012, Herbert derrotó a su oponente demócrata, el mayor general retirado Peter Cooke, ganando las elecciones a un mandato completo de cuatro años en un 69% a 28%.
Una legislación importante incluyó la aprobación de la Ley de Transferencia de Tierras Públicas de Utah, que Herbert firmó como ley el 23 de marzo de 2012 y entró en vigencia a finales de 2014.

#### 2015
De 2014 a 2015, Herbert se desempeñó como vicepresidente de la Asociación Nacional de Gobernadores y se desempeñó como presidente de la asociación para el año 2015-2016.

#### 2016
Herbert ganó la reelección para un segundo mandato completo, derrotando al candidato demócrata, el empresario Mike Weinholtz.

## Posiciones políticas

### Economía
En una declaración de 2010, Herbert se atribuyó parcialmente el mérito de la recuperación relativamente rápida de Utah de la crisis económica que comenzó en 2008, afirmando:
Los mejores métodos para fomentar el crecimiento del empleo no son complejos ni secretos, sino que requieren disciplina: impuestos bajos, gasto público limitado y un enfoque en un entorno favorable a las empresas para fomentar la inversión de capital privado.

### Educación
Desde el 1 de diciembre de 2009, el sitio web del gobernador de Utah mostró que Herbert enumeró la "educación pública y superior" como una de las cuatro "prioridades". (Las otras tres prioridades enumeradas fueron "desarrollo económico", "seguridad energética" e "infraestructura"). El sitio del Gobernador explicó que Utah debe mejorar su sistema de educación pública para seguir siendo competitivo y capacitar a sus ciudadanos individuales para que tengan éxito, y el sitio dijo que "atraer y retener a los mejores maestros en nuestras escuelas" era una forma en que Utah podía lograr la excelencia educativa. En su candidatura a la reelección de 2012, Herbert recibió el respaldo de la Asociación de Educación de Utah.
En marzo de 2012, Herbert vetó un controvertido proyecto de ley de educación sexual, HB363, que habría permitido que las escuelas dejaran de enseñar educación sexual por completo y habría requerido que aquellos que mantuvieran las lecciones solo enseñaran abstinencia. Al vetarlo, Herbert dijo que "HB363 simplemente va demasiado lejos al restringir las opciones de los padres... No puedo firmar un proyecto de ley que priva a los padres de su elección".